# آبگرمک (جم)
آبگرمک روستایی از توابع بخش مرکزی شهرستان جم استان بوشهر در جنوب ایران.
این روستا در دهستان کوری قرار دارد و بر اساس سرشماری سال ۱۳۸۵ جمعیت آن ۷۲۲ نفر (۱۴۹ خانوار)است.